# Denning (månekrater)
Denning er et nedslagskrater på Månen. Det befinder sig på Månens bagside og er opkaldt efter den britiske astronom William F. Denning (1848 – 1931).
Navnet blev officielt tildelt af den Internationale Astronomiske Union (IAU) i 1970. 

## Omgivelser
Denningkrateret ligger omtrent midtvejs mellem Levi-Civita-krateret mod syd og Marconikrateret mod nord-nordøst. Omkring to kraterdiametre mod sydøst ligger den meget store bjergomgivne slette Gagarin.

## Karakteristika
Randen af dette nedslidte krater er stort set cirkulær, men dog noget irregulær. Der er en lav central forhøjning i kraterets midtpunkt, bestående af mindst to bakker. Det større satellitkrater "Denning R" er forbundet med den sydvestlige ydre rand. Ca. en kraterdiameter sydøst for Denning er der et lyst overfladeområde med høj albedo. Det er mest sandsynligt dannet af et lille og relativt nyt nedslag.

## Satellitkratere
De kratere, som kaldes satellitter, er små kratere beliggende i eller nær hovedkrateret. Deres dannelse er sædvanligvis sket uafhængigt af dette, men de får samme navn som hovedkrateret med tilføjelse af et stort bogstav. På kort over Månen er det en konvention at identificere dem ved at placere dette bogstav på den side af satellitkraterets midte, som ligger nærmest hovedkrateret. Denningkrateret har følgende satellitkratere:
| Denning | Længde  | Bredde   | Diameter |
| ------- | ------- | -------- | -------- |
| B       | 15,2° S | 143,5° Ø | 32 km    |
| C       | 14,5° S | 145,3° Ø | 17 km    |
| D       | 16,1° S | 144,1° Ø | 14 km    |
| L       | 18,8° S | 143,2° Ø | 21 km    |
| R       | 17,2° S | 141,2° Ø | 72 km    |
| U       | 16,0° S | 138,6° Ø | 30 km    |
| V       | 15,5° S | 139,7° Ø | 26 km    |
| Y       | 14,0° S | 142,3° Ø | 52 km    |
| Z       | 12,9° S | 142,5° Ø | 14 km    |

## Måneatlas
- Billeder af Denningkrateret i LPI-måneatlasset